# Joseph Bracops
Joseph Bracops (Brussel, 30 mei 1900 - Anderlecht, 30 mei 1966) was een Belgisch politicus voor de PSB.

## Levensloop
Bracops studeerde aan de normaalschool van Brussel en behaalde in 1919 zijn diploma als onderwijzer. Van 1920 tot 1945 werkte hij als leraar in het gemeenteonderwijs van Anderlecht.  Als groot verdediger van het rijksonderwijs richtte hij in 1934 het Centre Permanent de Défense de l’Ecole publique op en werd er de voorzitter van.
Aan de normaalschool was Bracops lid van de avant-gardische studentenkring Jean Jaurès en hij maakte tevens deel uit van Amis de l'Exploité, een communistische drukkingsgroep binnen de socialistische Belgische Werkliedenpartij, waarvan hij de afdeling van Sint-Gillis leidde. Op het tweede congres van deze beweging in februari 1921 steunde hij het idee om onmiddellijk te breken met de BWP en aansluiting te zoeken bij het Komintern. Dit resulteerde in september 1921 in de oprichting van de Kommunistische Partij van België. Bracops, die toen vijandig stond tegenover parlementaire actie, werd echter geen lid van deze partij.
Hij was tevens actief als vakbondslid en in 1927 reisde hij als gedelegeerde van het Union des Syndicats in Brussel op uitnodiging van de Sovjet-vakbonden naar de Sovjet-Unie, om er de situatie van de trotskistische oppositie te onderzoeken. Na zijn terugkeer organiseerde hij in Brussel een meeting waar hij de bevindingen van zijn reis uiteenzette. Hij veroordeelde de onderdrukking van de aanhangers van de Linkse Oppositie door Jozef Stalin, hetgeen hem in conflict bracht met de communistische leider Joseph Jacquemotte, die de zijde van Stalin koos. Bracops trad evenwel niet toe tot de Kommunistische Oppositie, de trotskistische beweging die in 1928 uit de KPB werd gestoten, en keerde zich af van het communisme.
Bracops was vervolgens vooral actief als vakbondsafgevaardigde. Hij was lid van de vakbondscentrale voor socialistisch onderwijspersoneel in Brussel en werd de voorzitter van. Vanaf 1929 zetelde hij tevens in het uitvoerend comité van de nationale Centrale van het Socialistisch Onderwijzend Personeel en Bracops stond tevens in voor L'Étincelle, het orgaan van deze vakbond. Daarnaast was hij van 1932 tot 1945 algemeen secretaris van Internationaal Onderwijs, de koepelorganisatie van socialistische onderwijsvakbonden verbonden aan het Internationaal Vakverbond. Als vakbondsafgevaardigde zetelde Bracops vanaf 1930 in het bureau van de Algemene Raad van de Belgische Werkliedenpartij en daarenboven gaf hij lessen aan de Centrale voor Arbeidersopvoeding. Samen met de socialistische onderwijsvakbond organiseerde hij tijdens de Spaanse Burgeroorlog 
solidariteitsacties voor de republikeinen en in 1937 nam hij deel aan een internationale missie naar Spanje. Als hoofdredacteur van L'Étincelle nam hij in het blad positie in tegen de neutraliteitspolitiek van de Belgische regering en de erkenning van de voorlopige regering van Francisco Franco als legitieme Spaanse regering.
Na de Belgische capitulatie tijdens de Tweede Wereldoorlog was Bracops van meet af aan betrokken bij het verzet tegen de Duitse bezetting. Hij schreef onder een schuilnaam artikelen voor het clandestiene blad L'Espoir en de krant Le Peuple en in maart 1942 werd hij lid van het nationaal bureau van de clandestiene Belgische Socialistische Partij, die ontstaan was nadat de Belgische Werkliedenpartij na de Belgische capitulatie was opgedoekt. In maart 1941 werd hij wegens verzetsactiviteiten een eerste keer aangehouden door de Duitse bezetter, maar korte tijd later weer vrijgelaten. In november 1942 volgde zijn tweede arrestatie en werd hij zes maanden lang opgesloten in Breendonk, alvorens hij gedeporteerd werd naar Duitse concentratiekampen. Hij zat onder meer in Majdanek, Auschwitz en Mauthausen. Op 6 mei 1945 werd hij bevrijd door de Amerikanen, waarna hij als een overtuigde democraat terugkeerde naar België.
Bracops nam zijn vakbondsactiviteiten weer op en werd in augustus 1945 verkozen tot eerste voorzitter van de Algemene Centrale der Openbare Diensten, de verenigde vakcentrale van socialistisch overheidspersoneel. In januari 1946 nam hij alweer ontslag om een politieke carrière uit te bouwen.
Bij de verkiezingen van februari 1946 werd Bracops voor het arrondissement Brussel verkozen in de Kamer van volksvertegenwoordigers, waar hij bleef zetelen tot aan zijn overlijden in mei 1966. Bracops zette zich als volksvertegenwoordiger vooral in voor de verdediging van het openbaar onderwijs en het statuut van onderwijspersoneel en voerde vaak het woord om het beleid van onderwijsministers te bekritiseren of te verdedigen. In 1958 was hij voor de BSP een van de ondertekenaars van het Schoolpact, dat een duurzame vrede tussen het openbaar en het vrij onderwijs tot stand bracht. Daarnaast hield hij tussenkomsten over gemeentelijke en provinciale problemen. Zo pleitte hij in 1963 voor de oprichting van een grote Brusselse agglomeratie, waarbij de verschillende gemeenten hun autonomie zou behouden. Verder diende hij wetsvoorstellen in betreffende het syndicaal statuut, de lonen, pensioenen en zwangerschapsverloven van ambtenaren.
In 1946 werd Bracops eveneens verkozen tot gemeenteraadslid van Anderlecht, de gemeente waar hij in 1947 Marius Renard opvolgde als burgemeester. Hij bekleedde dit ambt tot aan zijn dood en leidde de modernisering van de gemeente in goede banen. Als burgemeester toonde Bracops een grote interesse in gemeentelijk beleid en werd hij actief in de Vereniging van Belgische Steden en Gemeenten, waarvan hij van 1961 tot aan zijn dood voorzitter was. Bovendien vertegenwoordigde hij België in de Interparlementaire Unie en in de congressen van Verenigde Naties van 1956-1957 en 1962-1963. 
In mei 1966 overleed Bracops op zijn 66ste verjaardag aan een longontsteking. Als atheïst was hij actief in de vrijmetselarij en behoorde hij tot de loge Le Libre Examen, dat verbonden was aan koepelorganisatie Grootoosten van België. 